# Johann Roder
Johann Baptist Roder (* 30. November 1814 in Rheinheim; † 18. März 1890 in Meßkirch) war Gast- und Landwirt und Posthalter. Als Viehzüchter und -händler gilt er als Begründer der Meßkircher Höhenfleckviehzucht. Der badische Revolutionär von 1848/1849 machte später Karriere als Landtags- und Reichstagsabgeordneter sowie als Politiker in der Nationalliberalen Partei (NLP). Der Hofrat Christian Roder war sein Neffe.

## Leben
Johann Baptist Roder wurde als Sohn eines vermögenden Gastwirtes im Gasthaus „Engel“ im Dorf Rheinheim, heute Gemeinde Küssaberg im Landkreis Waldshut, geboren. Er genoss eine erstklassige Ausbildung in der Schweiz und in Belgien. Zunächst hatte er 1832 den väterlichen Betrieb übernommen, zog jedoch nach der Heirat 1839 mit Sophie Schalk, einer Meßkircherin, in deren Heimatstadt. Die badische Oberamtstadt Meßkirch glich zu dieser Zeit einem verschlafenen und rückständigen Provinznest, das nach dem Verlust der fürstenbergischen Hofhaltung in die Bedeutungslosigkeit abgestürzt war. Hier betrieb er ab 1839 vor allem die Gastwirtschaft und Posthalterei „Adler“ seines Schwiegervaters.
Roder, der bereits 1848 am Heckerzug teilgenommen hatte, stand auch 1849 an vorderster Front. Während der Badischen Revolution von 1848/49 gehörte er zu den Wortführern der demokratischen Revolution im Meßkircher Bezirk. Dort wurde er auch in die verfassunggebende Versammlung gewählt. Nach der Niederschlagung der Revolution wurde er verhaftet, zu drei Jahren Zuchthaus verurteilt, im Berufungsverfahren aber freigesprochen, sehr zum Missfallen des Meßkircher Oberamtmanns, der in Roder „den größten Wühler und Verderber“ der ganzen Gegend sah.
Neben seiner Betätigung als Gastwirt und Posthalter war er auch Landwirt. Dabei machte er sich vor allem durch landwirtschaftliche Neuerungen und vielen Innovationen in der Viehzucht in dem strukturschwachen Amtsbezirk verdient. Er war der Initiator für die Zucht des Meßkircher Höhenfleckviehs, zu der er durch die Einfuhr von Simmentaler Farren die Grundlagen schuf. Der Durchbruch für die neue Rinderrasse erfolgte auf der Weltausstellung 1873 in Wien. Zum großen Erfolg für die heimische Landwirtschaft entwickelte sich die Meßkircher Höhenfleckviehzucht, das Fleckvieh wurde als Exportschlager bis nach Ungarn, Russland und Amerika verkauft. Die Gründung der ersten Zuchtgenossenschaft ist Privatier Roder ebenso zu verdanken, wie die erste Landwirtschaftsschule in Baden. Die Zuchtgenossenschaft Meßkirch war die erste Rinderzuchtgenossenschaft in Deutschland, sie ging im Verband der Oberbadischen Zuchtgenossenschaften auf (ab 1936: Landesverband Badischer Rinderzüchter, ab 1970: Verband Südbadischer Rinderzüchter, ab 1977: Rinderzuchtverband in Baden-Württemberg e. V., ab 2000: Rinderunion Baden-Württemberg e. V.).
Von 1865 bis 1881 und von 1883 bis 1889 vertrat er den Wahlbezirk Meßkirch-Stockach über elf Wahlperioden als Landtagsabgeordneter im Badischen Landtag in Karlsruhe. Von Januar 1874 bis Januar 1877 war er Mitglied des Deutschen Reichstags für den Wahlkreis Baden 1 (Konstanz, Überlingen, Stockach) für die Nationalliberale Partei in Berlin. Vor allem im badischen Landtag gehörte er der parlamentarischen Prominenz mit an.
Die Gründung der altkatholischen Gemeinde in Meßkirch geht auf ihn zurück, allerdings ist er auch für die unnötig scharfen Auseinandersetzungen des Badischen Kulturkampfes in der Stadt verantwortlich. Der Führer der Meßkircher Liberalen starb am 19. März 1890 in seiner Wohnung in Meßkirch. Dass Meßkirch am Ende des Jahrhunderts eine aufstrebende prosperierende Amtsstadt wurde, war vor allem sein Verdienst. Er wurde auf dem Meßkircher Friedhof beigesetzt.

## Würdigung
Der Adlerwirt und Viehzüchter war die beherrschende Gestalt der Meßkircher Geschichte im 19. Jahrhundert und gilt als einer der bedeutendsten badischen Ökonomen seiner Zeit. Im Gegensatz zu seiner Geburtsort Rheinheim, wo als Andenken an Roder in dessen Geburtshaus – dem Gasthaus „Engel“ – eine Heimatstube eingerichtet wurde, ist in Meßkirch bis heute trotz mehrfacher Anträge keine Straße nach ihm benannt worden. Obwohl er fest zur Meßkircher Geschichte gehört, erinnert an dessen Werk in der Gegenwart kaum ein Hinweis in der Stadt. Es gab sogar vor Jahren die Diskussion, Roders Grab im sogenannten „Millionenviertel“ auf dem Meßkircher Friedhof abzuräumen.
Dass Meßkirch am Ende des 19. Jahrhunderts ein wirtschaftlich prosperierendes und aufstrebendes Städtchen war, war dem liberalen Bürgertum und vor allem seinem Wortführer Johann Baptist Roder zu verdanken, einem „energiestrotzenden Tatmenschen“.
Vom Großherzog erhielt er 1869 das Ritterkreuz II. Klasse, 1866 das Ritterkreuz I. Klasse des Ordens vom Zähringer Löwen. Zur goldenen Hochzeit 1889 erhielt er ein Handschreiben. Doch musste er auch erleben, dass sein einziger Sohn beim Reiten tödlich verunglückte.
Dennoch sträubte sich die Mehrheitsfraktion im Meßkircher Stadtrat (CDU) jahrzehntelang Roders Verdienste zu würdigen, da er ein starker Gegner konservativer Kräfte war und römisch-katholische Ansichten vehement bekämpfte. Er war auch Mitunterzeichner der Altkatholikengesetze im Badischen Landtag und Begründer der Altkatholischen Gemeinde Meßkirch.
Es herrscht in Meßkirch die gängige Auffassung, dass er die römisch-katholischen Christen in der Zeit des Kulturkampfes aus der Stadtpfarrkirche vertrieben habe. Die Landesregierung gewährte den Altkatholiken die Mitnutzung der Kirche. Eine Simultannutzung wurde den römisch-katholischen Gläubigen jedoch vom Erzbistum Freiburg ausdrücklich untersagt, sodass ihnen nur der Auszug aus der Kirche blieb. Außerdem hält sich der Vorwurf bis in die heutige Zeit, Roder wäre schuld, dass Meßkirch nicht zum Bahnknoten ausgebaut wurde. Auch dieser Vorwurf entbehrt jeglicher Grundlage. Es gibt viele Beispiele, wie Roders Ansehen in den Jahrzehnten nach seinem Tod bewusst in ein negatives Licht gerückt werden sollte.
Im Rahmen des 750-jährigen Stadtjubiläums 2011 wurde Roder in dem aufgeführten Historienstück „Zwischen Sein und Zeit“ erstmals wirklich gewürdigt. Die Darsteller der Kolpingsbühne Meßkirch forderten die Stadt auf, eine Straße nach ihm zu benennen. 2013 brachten die Freien Wähler diese Idee wieder auf. Roder war einer von drei Vorschlägen, der Stadtrat konnte sich aber zunächst nicht einigen. So wurde durch Los der Name Albert Zimmermanns bestimmt, eines umstrittenen Redakteurs des Heuberger Volksblatts. Auf Drängen von SPD und FWV wurde aber am 17. Dezember 2013 der Beschluss gefasst, die anderen beiden Vorschläge nach der Reihe der Ziehung in Zukunft zu berücksichtigen. Somit war der Weg für eine „Johann-Roder-Straße“ frei. Nach dem Gemeinderatsbeschluss, die Straße nach Albert Zimmermann zu benennen, kam es zu einer kontrovers geführten Leserbrief-Debatte in der Lokalpresse. Der Gemeinderat strich daraufhin Zimmermann von der Liste. So wird die Straße im Baugebiet „Am Hauptbühl III“ nun „Johann-Roder-Straße“ heißen.